# 聖書の失われた書物とエデンの忘れられた書物
『聖書の失われた書物とエデンの忘れられた書物』（せいしょのうしなわれたしょもつとエデンのわすれられたしょもつ、The Lost Books of the Bible and the Forgotten Books of Eden、1926年）は、17世紀と18世紀に成立した旧約聖書偽典と外典福音書の英語訳の集成で、1820年代に構成され、1926年に現在のタイトルで再出版された。ラザフォード・H・プラット・ジュニアによって編集されている。

## 『聖書の失われた書物』の収録内容
- 使徒信条
- バルナバの手紙
- 失われたペトロによる福音書

## 『エデンの忘れられた書物』の収録内容
- アダムとイヴとサタンの対立
- 第二エノク書